# Deathspell Omega
Deathspell Omega es un grupo francés de avant-garde black metal, el más célebre de los pertenecientes al sello —también francés— Norma Evangelium Diaboli. 
El grupo saltó a la fama al publicar en 2004 un álbum vanguardista y esotérico titulado Si Monvmentvm Reqvires, Circvmspice, cuya temática consiste en una exploración teológica del satanismo. 
Se les considera un ejemplo paradigmático del denominado black metal ortodoxo por el mayor calado de sus letras e ideología con respecto al satanismo, más unidimensional, esgrimido por la gran mayoría de grupos de black metal.
Algunas de sus letras toman inspiración del autor post-surrealista Georges Bataille y de Friedrich Nietzsche. 
Las mismas abordan el satanismo desde lo metafísico, ya que la banda ha declarado que otras interpretaciones de Satán son "intelectualmente inválidas".

## Biografía
Muy poca información es conocida respecto a la banda y a sus miembros, ya que no poseen ningún sitio oficial en internet, aunque han dado algunas entrevistas que han permitido conocer un poco más su ideología. A pesar de esto, se sabe que Deathspell Omega empezó como un proyecto paralelo de Hasjarl cuando este formaba parte de Hirilorn, una banda black metal. 
Cuando Hirilorn llegó a su fin, Hasjarl decidió, junto con Shaxul (otro miembro de Hirilorn), continuar como Deathspell Omega.
A pesar de que ninguna fuente oficial lo ha confirmado, muchos fans han aceptado que Mikko Aspa es el vocalista actual de Deathspell Omega debido a que muchos de sus proyectos musicales aparecen en el split Crushing the Holy Trinity y porque han reconocido su voz en los álbumes. 
El vocalista anterior, Shaxul, decidió abandonar el grupo, ya que no le gustó el satanismo ortodoxo hacia el cual la banda se estaba orientando. Siguiendo con el misterio, se desconoce la identidad del baterista actual, ya que la banda no utiliza créditos individuales, sino que se refieren a la banda como una entidad única.
Inicialmente, Deathspell Omega tocaban black metal en la línea del Transilvanian Hunger de Darkthrone, algo demostrado en sus primeros dos álbumes, Infernal Battles e Inquisitors of Satan. 
Sin embargo, en 2004 dieron un vuelco al entrar en terrenos experimentales con Si Monvmentvm Reqvires, Circvmspice, que incluye cantos gregorianos, música coral y una calidad de sonido muy superior a sus inicios. 
Tanto por este motivo como por la temática de sus letras, han logrado forjarse -a partir de este trabajo- una reputación como grupo de culto entre la escena underground. 
Según el propio grupo, este disco no sería más que la primera parte de una trilogía, de la cual el posterior EP Kénôse constituiría un apéndice. 
Esta trilogía tendría como concepto a Dios, Satán y la relación del hombre entre ambos. 
La segunda parte de esta trilogía es el álbum Fas – Ite, maledicti, in ignem aeternum, publicado en julio de 2007.
Este disco sigue ahondando en terrenos experimentales y con aquel toque único que caracteriza a Deathspell Omega entre los demás grupos de la escena black metal europea. 
En 2010, la trilogía se completa con el álbum Paracletus, el cual continúa con la experimentación y la disonancia ya conocidas y mostradas en sus álbumes anteriores. 
En 2012 es lanzado el EP Drought, el cual sirve como un epílogo para la trilogía.
En noviembre de 2016 se lanza el álbum The Synarchy of Molten Bones, siendo este anunciado un mes antes.
Por otro lado, tres años más tarde, el grupo presenta su séptimo disco: The Furnaces of Palingenesia, el cual ve la luz en mayo de 2019. En el 2022 vería la luz su último larga duraciónThe Long Defeat.

## Discografía

### Álbumes
- 2000 - Infernal Battles
- 2002 - Inquisitors of Satan
- 2004 - Si Monvmentvm Reqvires, Circvmspice
- 2007 - Fas – Ite, Maledicti, in Ignem Aeternum
- 2010 - Paracletus
- 2016 - The Synarchy of Molten Bones
- 2019 - The Furnaces of Palingenesia
- 2022 - The Long Defeat

### Splits
- 2001 - Clandestine Blaze / Deathspell Omega - Split LP con Clandestine Blaze
- 2001 - Sob A Lua Do Bode / Demoniac Vengeance - Split LP con Moonblood
- 2002 - Mütiilation / Deathspell Omega - Split LP con Mütiilation
- 2005 - From the Entrails to the Dirt (Part III) - Split LP con Malicious Secrets
- 2005 - Crushing the Holy Trinity (Part I: Father) - Split LP con Stabat Mater, Clandestine Blaze, Musta Surma, Mgła & Exordium
- 2008 - Veritas Diaboli Manet in Aeternum - split EP con S.V.E.S.T.

### Demos y EPs
- 1999 - Disciples of the Ultimate Void (Demo)
- 2005 - Kénôse (EP)
- 2012 - Drought (EP)

- Datos: Q903033